# 419년

## 연호
- 동진(東晉) 원희(元熙) 원년
- 북위(北魏) 태상(泰常) 4년
- 서진(西秦) 영강(永康) 8년
- 북량(北凉) 현시(玄始) 8년
- 서량(西凉) 가흥(嘉興) 3년
- 북연(北燕) 태평(太平) 11년
- 하(夏) 창무(昌武) 2년 / 진흥(眞興) 원년

## 기년
- 동진(東晉) 공제(恭帝) 원년
- 북위(北魏) 명원제(明元帝) 11년
- 신라(新羅) 눌지 마립간(訥祗麻立干) 3년
- 고구려(高句麗) 장수왕(長壽王) 7년
- 백제(百濟) 전지왕(腆支王) 15년